# Brosimum rubescens
Brosimum rubescens är en mullbärsväxtart som beskrevs av Paul Hermann Wilhelm Taubert. Brosimum rubescens ingår i släktet Brosimum och familjen mullbärsväxter. Inga underarter finns listade i Catalogue of Life.